# Stanislav Matějovský
Stanislav Matějovský (* 29. července 1961 Hradec Králové) je český automobilový závodník. Působil v závodech do vrchu, pak na okruzích (cestovní vozy), a nakonec v závodech tahačů.

## Životopis

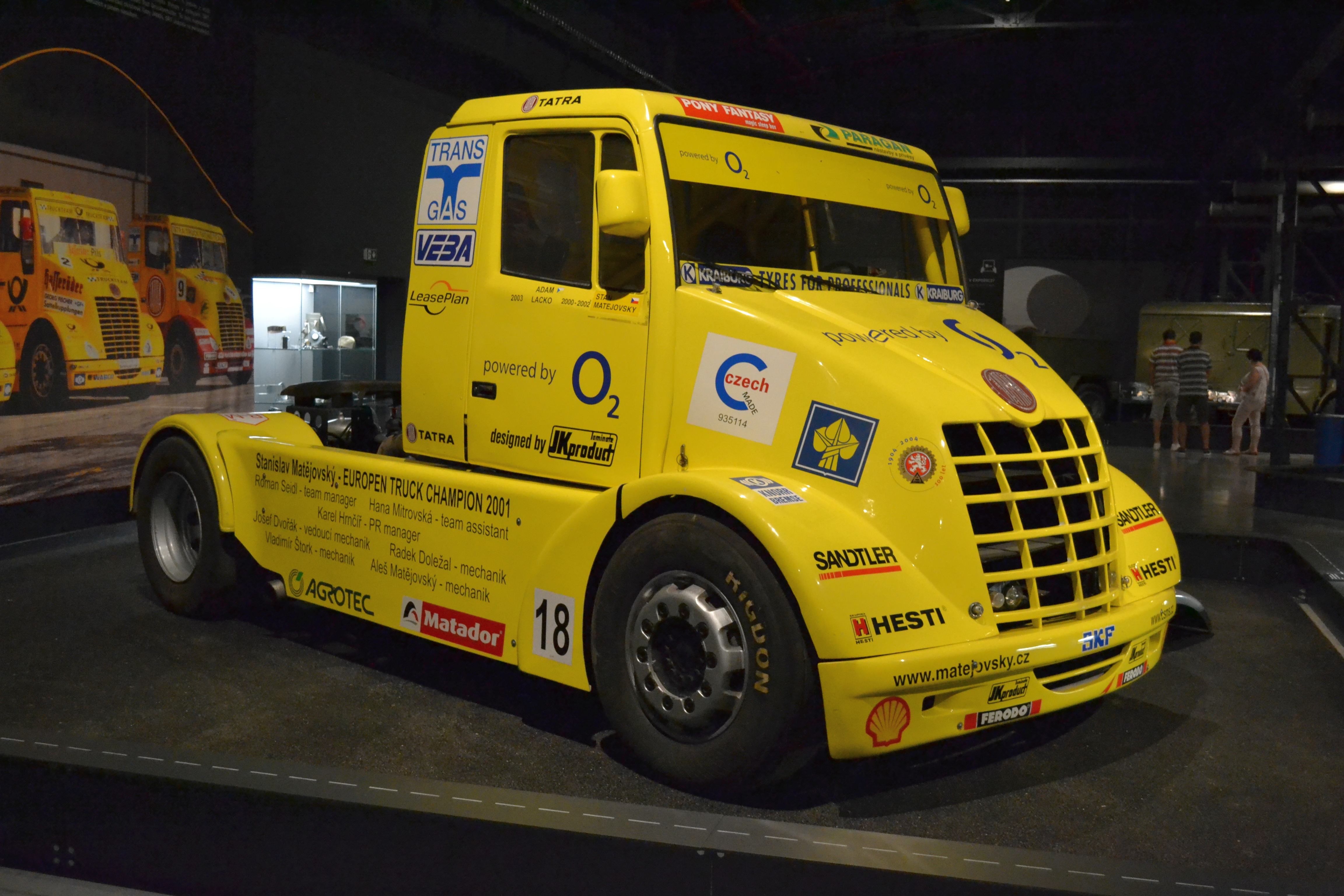
Matějovského Tatra Jamal EVO IV

Začal v ZAV na Ladě v roce 1979, poté přešel na okruhy kde závodil s vozy Volkswagen Golf a Toyota až do roku 1986.
V roce 1989 se stal mistrem Československa v kategorii 1.3L. Na Suzuki Swift skp.N vyhrál deset závodů šampionátu. V roce 1991 přešel na BMW M3 a v roce 1992 na Ford Fiesta XR 2i. Tehdy také začal závodit s tahači (LIAZ po dobu pěti let).
V roce 2001 vyhrál mistrovství Evropy tahačů v kategorii Super-Trucks B, na Tatře 163 Jamal Evo 2 v týmu Šmídl Truck Racing Team, tým se následně stal oficiálním továrním týmem Tatra Truck Racing Team pro rok 2002.
Nota Bene: jeho syn Michal Matějovský byl v roce 1996 mistrem České republiky v motokárách a v roce 2007 třetí v národním poháru Škoda Octavia Cup.